# Jacme Taupiac
Jacme Taupiac (Gimat, Bèumont de Lomanha, Tolosa de Llenguadoc, 12 de febrer de 1939) és un lingüista i escriptor occità. Ha sigut un dels caps de l'Institut d'Estudis Occitans (IEO), a més d'un dels modernitzadors de la gramàtica occitana de Loís Alibert i un dels impulsors de la normalització lingüística a la Vall d'Aran, alhora de conegut esperantista.
També és membre del consell lingüístic del Congrès Permanent de la Lenga Occitana i de l'Institut d'Estudis Araneses-Acadèmia Aranesa de la Lenga Occitana.
Per mor de la seva producció i del seu militantisme occitanista, li fou lliurat el Prèmi Robèrt Lafont el 2014.

## Biografia
Fou responsable del departament de lingüística de l'Institut d'Estudis Occitans, encarregat dels cursos de cultura i llengua occitana a la Facultat de Lletres de l'Institut Catòlic de Tolosa, i professor d'occità a l'Institut familiar de Montalban.
Treballà essencialment en el desenvolupament de les formes de l'occità estàndard. Les seues publicacions han permès de clarificar alguns problemes tècnics, com ara l'obertura de "e/è" i de "o/ò" als mots de formació culta i als manlleus, a més d'assajos sobre la constitució del lèxic fonamental.
Ha proposat i engegat un gran nombre de reformes puntuals dins la norma clàssica, totes les quals no han rebut l'aprovació oficial de l'IEO ni del Consell de la Llengua Occitana (CLO), la qual cosa li ha comportat ser criticat per altres lingüistes.
L'any 2001 fou temporalment vicepresident del CLO, però fou menat a abandonar les responsabilitats en aquest organisme (tot i que en restà com a membre), per mor que preconitzava públicament normes ortogràfiques que contradeien les oficials del Consell, en particular les "-e" paragògiques i el guió.
De 1985 a 1996 fou membre del jurat occità dels Premis Rei en Pere.
A més de les seues obres lingüístiques, Taupiac ha col·laborat al Missal occitan (1979) amb una traducció aprovada per l'Església catòlica.

## Premis i reconeixements
- 2014 - Prèmi Robèrt Lafont, Departament de Cultura de la Generalitat de Catalunya.[2]